# Bonnie Wright
Bonnie Wright (* 17. února 1991 Londýn), celým jménem Bonnie Francesca Wright, je britská herečka, známá především díky filmům o čarodějnickém učni Harrym Potterovi, kde hrála roli mladé dcery Weasleyových Ginny Weasleyové.

## Životopis
Bonnie Wright, která se proslavila především rolí Ginny Weasleové z filmů o Harrym Potterovi, se narodila 17. února 1991. Už jako malá projevovala velký talent, když hrávala ve školních představeních a besídkách. Poprvé na obrazovce jste ji však mohli vidět už v roce 2001, když ztvárnila malou sestru Rona, nejlepšího kamaráda Harryho. V posledním, 7. díle o Harrym Potterovi, natočeném v roce 2010, je Bonnie 20 let. Pokud by se Bonnie nestala herečkou, ráda by hrála na klavír nebo na saxofon. Její životní sen je procestovat celou Zemi, což už začala realizovat. Zatím se jí nejvíc líbila Austrálie, protože jak sama říká, jsou tam výborné vlny pro surfování. Měří 1,68 m. Umí zpívat a hrát na klavír. Má i spoustu dalších zálib: surfuje a hraje fotbal, tančí balet, moderní i africké tance, ráda maluje.
Její oblíbenou herečkou je Nicole Kidman.
Má staršího bratra Lewise, její rodiče jsou klenotníci.
V září 2023 se Bonnie Wright stala matkou. Svému prvorozenému synovi dala jméno Elio Ocean Wrigh Lococo.

## Filmografie

### Harry Potter
- Harry Potter a Tajemná komnata (Harry Potter and the Chamber of Secrets, 2002)
- Harry Potter a vězeň z Azkabanu (Harry Potter and the Prisoner of Azkaban, 2004)
- Harry Potter a Ohnivý pohár (Harry Potter and the Goblet of Fire, 2005)
- Harry Potter a Fénixův řád (Harry Potter and the Order of the Phoenix, 2007)
- Harry Potter a Princ dvojí krve (Harry Potter and the Half-Blood Prince, 2009)
- Harry Potter a Relikvie smrti – část 1 (Harry Potter and the Deathly Hallows – Part 1, 2010)
- Harry Potter a Relikvie smrti – část 2 (Harry Potter and the Deathly Hallows – Part 2, 2011)

### Další
- Trosečníci (2002), role mladé Sarah Robinsonové
- Agatha Christie: Život v obrazech (2004), role mladé Agathy Christie
- The Replacements (2007), role Vanessy
- Filosofové (2013), role Georginy
- Moře (2013), role Rose
- Before I Sleep (2013), role Phoebe
- Geography of the Hapless Heart (2014), role Miy
- Those Who Wander (2014), role Zoe